# خدرنق بنجابي
خدرنق بنجابي (الاسم العلمي: Cheiracanthium punjabense) هو نوع من العناكب يتبع جنس الخدرنق من الفصيلة العناكب الكيسية.